# Filippa Sayn-Wittgenstein
Filippa Sayn-Wittgenstein (eigentlich Maria Filippa Johanna Elisabeth Fernanda Yvonne Prinzessin zu Sayn-Wittgenstein-Sayn; * 23. Juli 1980 in Koblenz; † 30. September 2001 bei Bristol) war eine deutsche Fotografin. Ihre nach ihrem Tod veröffentlichten Tagebücher waren ein Bestseller.

## Leben
Filippa Sayn-Wittgenstein wurde 1980 als viertes der sieben Kinder von Gabriela Prinzessin zu Sayn-Wittgenstein-Sayn, geborene Gräfin von Schönborn-Wiesentheid, und Alexander Prinz zu Sayn-Wittgenstein-Sayn geboren. Im Alter von acht Jahren begann sie, das erste Tagebuch zu schreiben. Nach dem Abitur 1999 am Gymnasium der Schönstätter Marienschwestern in Vallendar begann Sayn-Wittgenstein in Florenz ein Studium mit den Schwerpunkten Kommunikation und Fotografie an der „Akademie Lorenzo di Medici“. Sie traf dort den Mode- und Werbefotografen Roberto Sisini, der ihr fotografisches Talent förderte und sie für einige seiner Projekte engagierte. 1999 lernte sie in Florenz Vittorio Mazzetti d’Albertis kennen, den sie im Juni 2001 in ihrem Heimatort Sayn heiratete.
Nach dem Abschluss des Studiums wurde sie für ihren ersten Auslandsauftrag, ein Fotoshooting in Cornwall, von Roberto Sisini engagiert. Auf der Rückfahrt nach London fuhr der Campervan des Teams auf dem M5 bei Bristol aus ungeklärter Ursache ungebremst auf ein Baustellenfahrzeug auf. Roberto Sisini und Filippa Sayn-Wittgenstein waren sofort tot, die anderen Mitfahrer kamen mit leichteren Verletzungen davon.
Sayn-Wittgenstein wurde in Montegemoli (Provinz Pisa) beerdigt, dort wollte sie mit ihrem Ehemann leben.
Die nach ihrem Tod unter dem Titel Filippas Engel veröffentlichten Tagebuchauszüge stiegen in der Spiegel-Bestsellerliste bis auf Platz 6 (3. November 2003). 2004 erschien ein deutschsprachiges Hörbuch.

## Veröffentlichungen
- Filippas Engel. Aus den Tagebüchern von Filippa Sayn-Wittgenstein, Don-Bosco-Verlag, 2003, ISBN 3-7698-1437-1
- Filippas Engel (Hörbuch), gelesen von Sunnyi Melles, Don-Bosco-Verlag, 2004, ISBN 3-7698-1466-5
- El ángel de Filippa, Madrid, Palabra, 2005, ISBN 84-8239-958-6
- L'Angelo di Filippa, Rom, Effata, 2012, ISBN 978-88-7402-721-7

## Die Stiftung
Die Tantiemen der verkauften Bücher und Hörbücher fließen der Stiftung Filippas Engel zu, die jedes Jahr Preise an junge Menschen vergibt, die sich nachhaltig für soziale, kulturelle oder ökologische Belange engagieren.